# Neuraminidase

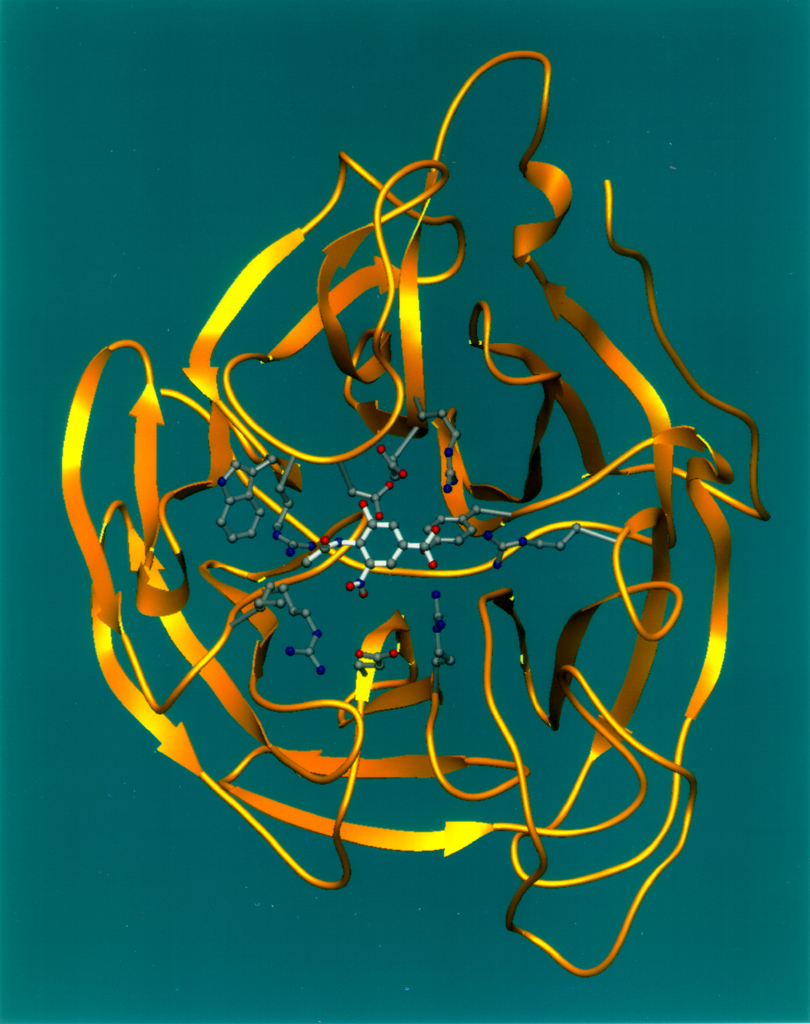
Neuraminidase diagram

Neuraminidase is een oppervlakte-eiwit en tevens een enzym dat gevonden wordt op de oppervlakte van het influenzavirus.

## Subtypes
Er zijn negen neuraminidase subtypes bekend, waarvan velen alleen voorkomen bij verschillende soorten pluimvee. Van subtypes N1 en N2 is bekend dat zij direct verbonden zijn aan epidemieën bij de mens. De meest recente uitbraak van het vogelgriepvirus heeft als subtype N1.

## Functie
Neuraminidase zorgt ervoor dat virusdeeltjes, na vermenigvuldiging in cellen, zich van deze cellen kunnen loskoppelen en zich verder kunnen verspreiden. Dit doet het door siaalzuurresidu's af te knippen. Het zorgt er ook voor dat nieuwe virusdeeltjes op zichzelf blijven en niet samenklonteren tot één enorm virusdeeltje.
Het toedienen van chemische blokkers van neuraminidase is een behandeling die leidt tot een drastische beperking van de ernst van een virusinfectie en de besmettelijkheid (of overdraagbaarheid) ervan. Dit komt doordat de blokkers voorkomen dat nieuwe virusdeeltjes (na vermenigvuldiging in geïnfecteerde cellen) zich los kunnen maken uit deze cellen. Derhalve kunnen zij geen andere cellen besmetten of overgedragen worden op andere mensen.
Neuraminidase is ook bekend bij de bacterie Bacteroides fragilis, waarbij het dezelfde werking heeft.

## Neuraminidase blokkers
Deze chemische middelen worden gebruikt bij de bestrijding van virale infecties en het indammen van een epidemie en/of pandemie.
Bekende blokkers zijn zanamivir en oseltamivir. De laatste is ook beter bekend onder de merknaam Tamiflu.

## Hemagglutinine
De combinatie van neuraminidase met het oppervlakte-eiwit hemagglutinine bepaalt de eigenschappen van een influenzavirus.
Beide eiwitten komen in verschillende subtypes voor en in verschillende combinaties.
Zo bestaat het virus dat de Spaanse griep veroorzaakte rond 1918 uit de subtypes/combinatie H1N1.
Het vogelgriepvirus (1998-2006) heeft als 'signatuur' H5N1.